# Federico Haller
Federico Haller (Montevideo, Uruguay, 5 de junio de 1988) es un baloncestista uruguayo que se desempeña como alero o ala-pívot en Hebraica y Macabi de la Liga Uruguaya de Básquetbol.

## Trayectoria

### Clubes
| Club              | País      | Año             |
| ----------------- | --------- | --------------- |
| Cordón            | Uruguay   | 2005 - 2006     |
| Goes              | Uruguay   | 2006 - 2007     |
| Trouville         | Uruguay   | 2007            |
| Cordón            | Uruguay   | 2007            |
| Hebraica y Macabi | Uruguay   | 2007 - 2008     |
| Goes              | Uruguay   | 2008            |
| Hebraica y Macabi | Uruguay   | 2008 - 2009     |
| Welcome           | Uruguay   | 2009            |
| Hebraica y Macabi | Uruguay   | 2009 - 2011     |
| Lagomar           | Uruguay   | 2011            |
| Goes              | Uruguay   | 2011            |
| Montevideo        | Uruguay   | 2011 - 2012     |
| Lagomar           | Uruguay   | 2012            |
| Montevideo        | Uruguay   | 2012 - 2013     |
| Nacional          | Uruguay   | 2013 - 2014     |
| Defensor Sporting | Uruguay   | 2013 - 2017     |
| Gimnasia Indalo   | Argentina | 2017            |
| Aguada            | Uruguay   | 2017            |
| Defensor Sporting | Uruguay   | 2017 - 2018     |
| Aguada            | Uruguay   | 2018            |
| Hebraica y Macabi | Uruguay   | 2018 - 2020     |
| Malvín            | Uruguay   | 2021 - 2022     |
| Lagomar           | Uruguay   | 2022            |
| Hebraica y Macabi | Uruguay   | 2022 - 2023     |
| Lagomar           | Uruguay   | 2023            |
| Hebraica y Macabi | Uruguay   | 2023 - 2024     |
| Lagomar           | Uruguay   | 2024            |
| Hebraica y Macabi | Uruguay   | 2024 - 2025     |
| Verdirrojo        | Uruguay   | 2025            |
| Hebraica y Macabi | Uruguay   | 2025 - Presente |

## Selección nacional
Haller ha jugado tanto con los seleccionados juveniles como con la selección mayor de baloncesto de Uruguay. 
Fue miembro del equipo que compitió en el torneo de baloncesto de los Juegos Panamericanos de 2011 y del que participó del Campeonato Sudamericano de Baloncesto de 2016. 

## Palmarés

### Campeonatos nacionales
| Título              | Club              | País    | Año         |
| ------------------- | ----------------- | ------- | ----------- |
| Campeón LUB 2022-23 | Hebraica y Macabi | Uruguay | 2022 - 2023 |